# Diecezja Petrópolis
Diecezja Petrópolis (łac. Dioecesis Petropolitanus) – diecezja Kościoła rzymskokatolickiego w Brazylii. Należy do metropolii Niterói i wchodzi w skład regionu kościelnego Leste I. Została erygowana przez papieża Piusa XII bullą Pastoralis qua urgemur w dniu 13 kwietnia 1946.